# 利索
利索，是匈牙利佐洛州所辖的一个村，总面积25.91平方公里，总人口412，人口密度15.9人/平方公里（2010年1月1日）。